# 徐辉 (1958年)
徐辉（1958年6月—），男，汉族，浙江江山人，中华人民共和国政治人物。曾任民盟中央副主席、浙江省委主委。

## 生平
早年取得杭州大学学士和硕士学位。后历任杭州大学助教、讲师、副教授、教授、博士生导师、系副主任、主任、副校长。1999年3月至2006年9月任浙江师范大学校长，后任金华市人民政府副市长。2007年12月，在民盟十届一中全会上，他出任民盟中央副主席的职务。
2008年，当选第十一届全国政协常务委员，代表中国民主同盟，分入第六组。2018年2月24日，当选为第十三届全国人大代表。